# Osum
Osum(i) je řeka v jižní Albánii, jedna ze zdrojnic Semanu. Je dlouhá 161 km a její povodí má rozlohu 2 073 km². Pramení nedaleko Vithkuqu v kraji Korçë a protéká pohořím Grammos, leží na ní města Çorovoda, Poliçan a Berat. Nedaleko Kuçovë se stéká s řekou Devoll a společně vytvářejí Seman. Na horním toku Osum vytváří skalní kaňon dlouhý 26 km a hluboký až sto metrů, vyhledávaný raftaři, okolo dolního toku se rozkládá úrodná nížina Myzeqe. Průtok kolísá podle ročního období od 5,11 m³/s po 74,11 m³/s, průměrný obsah sedimentů činí 345 mg/l. 
Ve starověku byla řeka známa pod názvy Apsós nebo Apsus, stejně jako navazující Seman.

## Zajímavost
V Beratu vede přes Osum kamenný most Ura e Goricës, významná památka z osmanské doby. Řeka je zde sevřena mezi horstvy Tomorr (byl na něm postaven beratský hrad) a Shpirag. Podle místní legendy byli Tomorr a Shpirag původně obři, kteří se oba zamilovali do lesní víly Zany a svedli o ni souboj tak krutý, že byli za trest oba proměněni v kámen, a ze slz, které Zana prolévala nad jejich osudem, vznikla řeka Osum.